# فيكتوريا (سيشل)

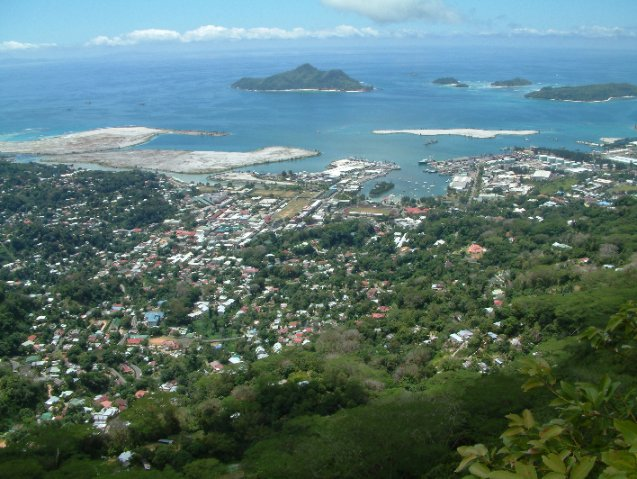

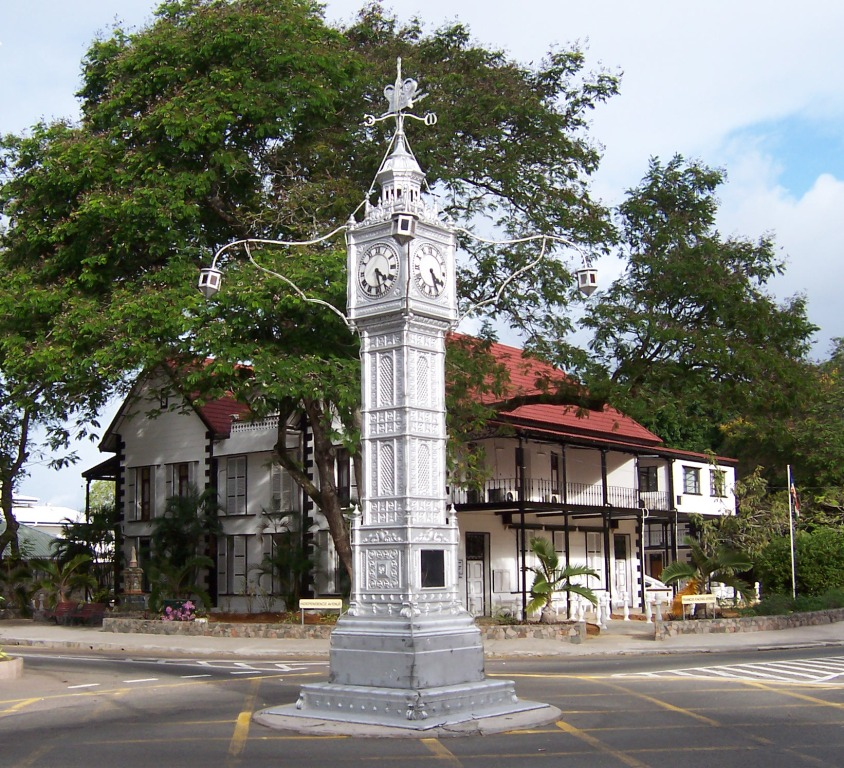

فيكتوريا (بالإنجليزية: Victoria) هي عاصمة سيشل ويقع على الجانب الشمالي الشرقي من جزيرة ماهيه، الجزيرة الرئيسية في الأرخبيل. تأسست المدينة لتكون مقر الحكومة الاستعمارية البريطانية. وفي عام 2010، بلغ عدد سكان فيكتوريا الكبرى (بما في ذلك الضواحي) 26,450 نسمة من مجموع سكان البلاد البالغ 90,945 نسمة.
الصادرات الرئيسية للمدينة هي الفانيليا وجوز الهند، وزيت جوز الهند والأسماك والغوانو.
تشمل معالم الجذب السياحي في المدينة برج الساعة المصمم على غرار برج الساعة فوكسهول في لندن، دار القضاء، حدائق فيكتوريا النباتية، ومتحف فيكتوريا الوطني للتاريخ، ومتحف التاريخ الطبيعي في فيكتوريا وسوق السير سلوين سلوين-كلارك. سوق فيكتوريا هو ملتقى تجاري لشعب سيشل. ومن المعالم السياحية القريبة يقع معرض الفنان المحلي الشهير جورج كاميل.
والمدينة هي موطن الإستاد الوطني، ومدرسة سيشيل الدولية.
يقع بالمدينة مطار سيشل الدولي، والذي أنجز في عام 1971. يقع الميناء الداخلي شرق المدينة، حيث يشكل صيد التونة والتعليب الصناعة المحلية الكبرى. وقد تعرض أحد أكبر الجسور في فيكتوريا للدمار بسبب موجات التسونامي من زلزال المحيط الهندي عام 2004.

## المناخ
يظهر الجدول التالي التغييرات المناخية على مدار السنة لفيكتوريا:
| البيانات المناخية لـفيكتوريا                        | البيانات المناخية لـفيكتوريا | البيانات المناخية لـفيكتوريا | البيانات المناخية لـفيكتوريا | البيانات المناخية لـفيكتوريا | البيانات المناخية لـفيكتوريا | البيانات المناخية لـفيكتوريا | البيانات المناخية لـفيكتوريا | البيانات المناخية لـفيكتوريا | البيانات المناخية لـفيكتوريا | البيانات المناخية لـفيكتوريا | البيانات المناخية لـفيكتوريا | البيانات المناخية لـفيكتوريا | البيانات المناخية لـفيكتوريا |
| الشهر                                               | يناير                        | فبراير                       | مارس                         | أبريل                        | مايو                         | يونيو                        | يوليو                        | أغسطس                        | سبتمبر                       | أكتوبر                       | نوفمبر                       | ديسمبر                       | المعدل السنوي                |
| --------------------------------------------------- | ---------------------------- | ---------------------------- | ---------------------------- | ---------------------------- | ---------------------------- | ---------------------------- | ---------------------------- | ---------------------------- | ---------------------------- | ---------------------------- | ---------------------------- | ---------------------------- | ---------------------------- |
| الدرجة القصوى °م (°ف)                               | 33.3 (91.9)                  | 33.4 (92.1)                  | 33.5 (92.3)                  | 34.1 (93.4)                  | 33.5 (92.3)                  | 32.6 (90.7)                  | 31.1 (88.0)                  | 31.4 (88.5)                  | 31.6 (88.9)                  | 32.4 (90.3)                  | 34.4 (93.9)                  | 33.4 (92.1)                  | 34.4 (93.9)                  |
| متوسط درجة الحرارة الكبرى °م (°ف)                   | 29.9 (85.8)                  | 30.5 (86.9)                  | 31.1 (88.0)                  | 31.5 (88.7)                  | 30.7 (87.3)                  | 29.2 (84.6)                  | 28.4 (83.1)                  | 28.6 (83.5)                  | 29.2 (84.6)                  | 29.9 (85.8)                  | 30.2 (86.4)                  | 30.2 (86.4)                  | 30.0 (86.0)                  |
| المتوسط اليومي °م (°ف)                              | 26.9 (80.4)                  | 27.5 (81.5)                  | 27.9 (82.2)                  | 28.1 (82.6)                  | 27.9 (82.2)                  | 26.8 (80.2)                  | 26.0 (78.8)                  | 26.1 (79.0)                  | 26.5 (79.7)                  | 26.9 (80.4)                  | 27.0 (80.6)                  | 27.0 (80.6)                  | 27.1 (80.8)                  |
| متوسط درجة الحرارة الصغرى °م (°ف)                   | 24.3 (75.7)                  | 24.9 (76.8)                  | 25.1 (77.2)                  | 25.3 (77.5)                  | 25.6 (78.1)                  | 24.8 (76.6)                  | 24.1 (75.4)                  | 24.1 (75.4)                  | 24.4 (75.9)                  | 24.6 (76.3)                  | 24.3 (75.7)                  | 24.2 (75.6)                  | 24.6 (76.3)                  |
| أدنى درجة حرارة °م (°ف)                             | 24.1 (75.4)                  | 21.1 (70.0)                  | 22.1 (71.8)                  | 22.3 (72.1)                  | 21.6 (70.9)                  | 20.9 (69.6)                  | 20.4 (68.7)                  | 19.6 (67.3)                  | 20.2 (68.4)                  | 20.5 (68.9)                  | 21.5 (70.7)                  | 20.0 (68.0)                  | 19.6 (67.3)                  |
| معدل هطول الأمطار مم (إنش)                          | 401.3 (15.80)                | 270.2 (10.64)                | 195.5 (7.70)                 | 188.1 (7.41)                 | 146.0 (5.75)                 | 102.9 (4.05)                 | 80.3 (3.16)                  | 114.2 (4.50)                 | 150.0 (5.91)                 | 192.8 (7.59)                 | 205.0 (8.07)                 | 303.2 (11.94)                | 2٬349٫5 (92.50)              |
| متوسط الرطوبة النسبية (%)                           | 83                           | 80                           | 80                           | 80                           | 79                           | 79                           | 80                           | 79                           | 79                           | 79                           | 80                           | 82                           | 80                           |
| ساعات سطوع الشمس الشهرية                            | 155.0                        | 175.2                        | 213.9                        | 231.0                        | 254.2                        | 225.0                        | 232.5                        | 232.5                        | 219.0                        | 226.3                        | 204.0                        | 176.7                        | 2٬545٫3                      |
| ساعات سطوع الشمس اليومية                            | 5.0                          | 6.2                          | 6.9                          | 7.7                          | 8.2                          | 7.5                          | 7.5                          | 7.5                          | 7.3                          | 7.3                          | 6.8                          | 5.7                          | 6.97                         |
| المصدر: Seychelles National Meteorological Services |                              |                              |                              |                              |                              |                              |                              |                              |                              |                              |                              |                              |                              |

## توأمة
لفيكتوريا (سيشل) اتفاقيات توأمة مع كل من:
- جيبوتي
- هانوي

## أعلام
- أندريك أليسوب
- إدي مايلت
- جيمس مونشو
- فرانس-ألبير رينيه
- ألان جولي
- بنيامين لو بينتو